# 文努鄉
58°17′N 27°3′E / 58.283°N 27.050°E

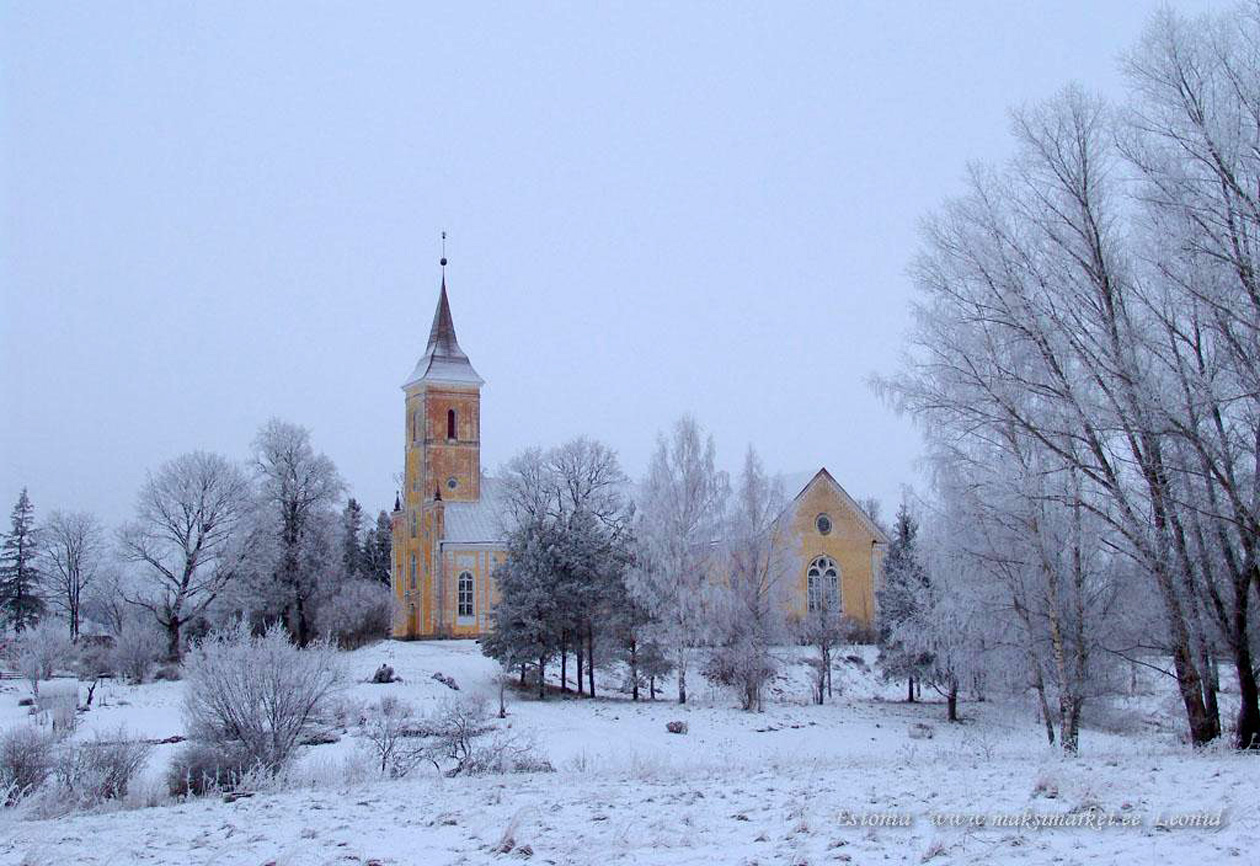
文努教堂

文努鄉，曾是愛沙尼亞塔爾圖縣的一個鄉村型市镇，位於該國東南部，行政中心設於文努，面積229平方公里，2006年人口1,218，人口密度每平方公里5人。
2017年爱沙尼亚行政改革后，文努市镇与其他市镇一起合并为新的卡斯特雷市镇。